# Hermitage

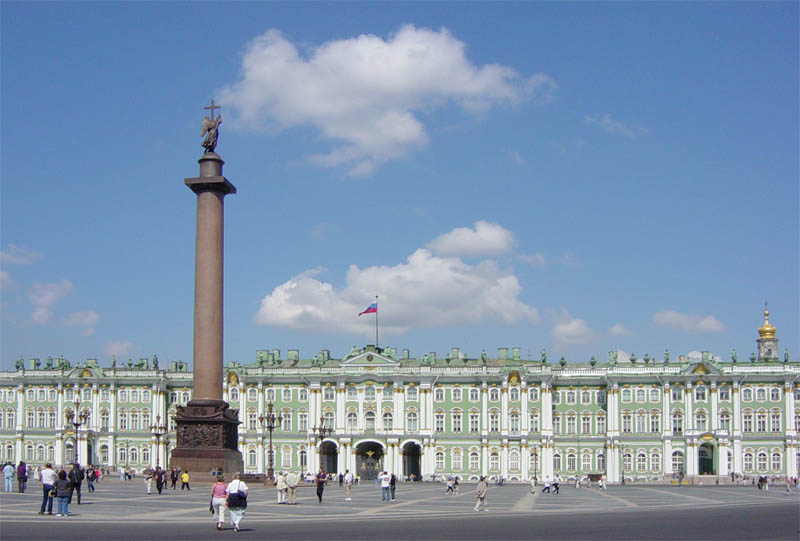
Vista de l'Ermitage.

L'Hermitage (Эрмитаж, mot rus provinent del francès ermitage, 'ermita') de Sant Petersburg, a Rússia, és una de les majors pinacoteques i museus d'antiguitats del món. La col·lecció del Museu Estatal de l'Hermitage (Государственный Эрмитаж, Gosudàrstvenni Ermitaj) ocupa un complex format per sis edificis a la riba del riu Nevà. El més important és el Palau d'Hivern, antiga residència oficial dels tsars. La resta del complex arquitectònic el formen cinc edificis, entre els quals hi ha el Palau Mènxikov, l'edifici de l'Estat Major i un recinte per a emmagatzematge obert.
El museu es va formar amb la col·lecció privada que van anar adquirint els tsars durant diversos segles, i no va ser fins a l'any 1917 quan va ser declarat museu estatal. La col·lecció, formada per més de tres milions de peces, abasta des d'antiguitats romanes i gregues fins a quadres i escultures de l'Europa Occidental, art rus, art oriental, peces arqueològiques, així com joies o armes. La pinacoteca és considerada, juntament amb la del Museu del Prado, com la més completa del món.

## Història del museu
La història del Museu de l'Hermitage va molt relacionada a la història del Palau d'Hivern. Quan l'emperadriu Caterina la Gran va arribar al poder mitjançant un cop d'estat a Rússia, una de les primeres coses que va fer fou establir la seva residència al tot just construït Palau d'Hivern. L'any 1764, Caterina va comprar una col·lecció de 225 quadres de pintura holandesa i flamenca a Berlín a Johann Ernest Gotzkowski. Va ser llavors quan va començar a decorar el palau amb tot tipus d'obres d'art que anava comprant provinents d'Europa Occidental. Només el menjador estava adornat amb 92 quadres. Els diplomàtics russos a Europa eren els encarregats de comprar tot tipus d'objectes, quadres, joies, llibres, documents, per a dur-los al Palau d'Hivern.

### Seglexviii

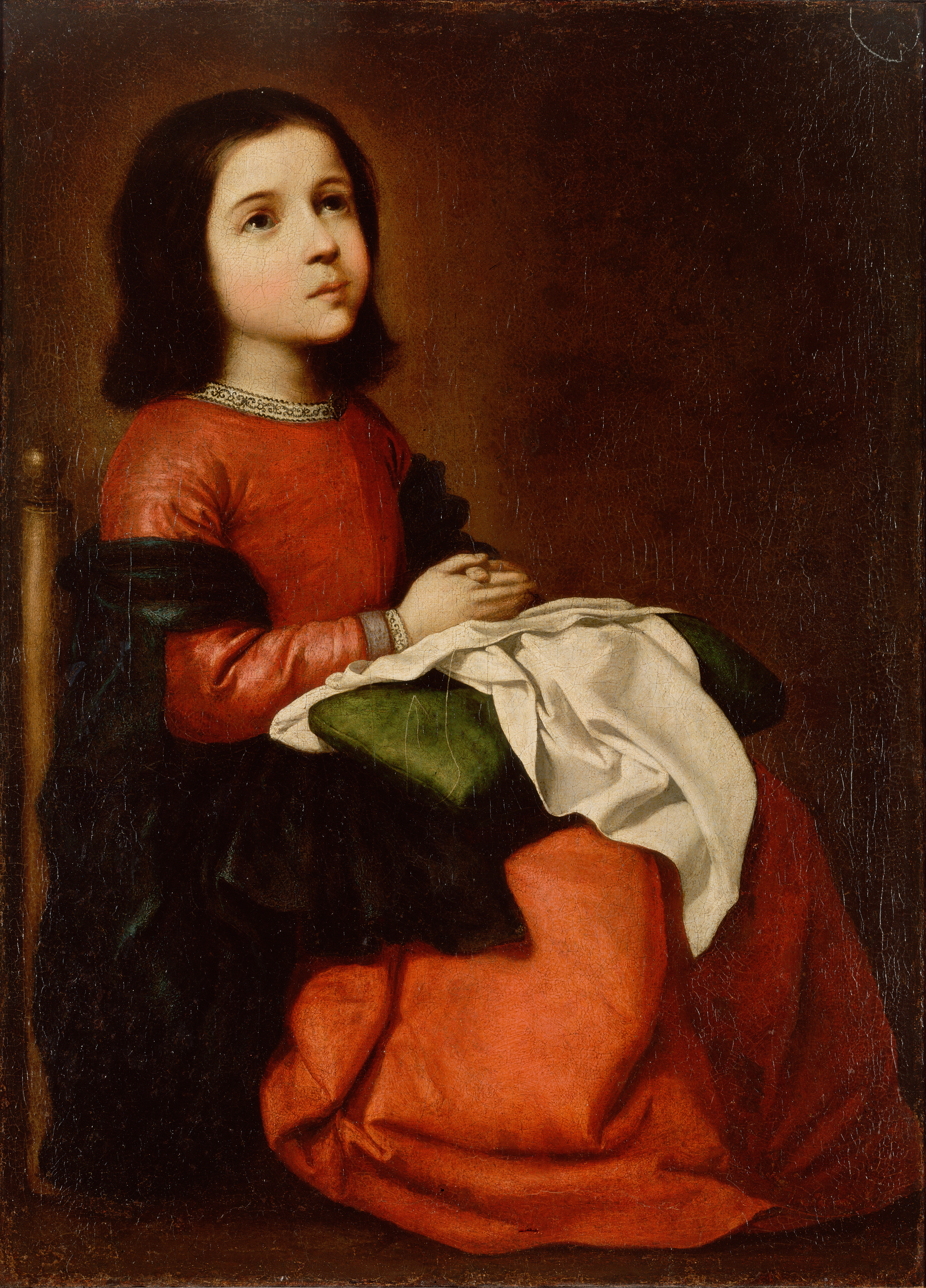
María de nena, Zurbarán.

Durant la segona meitat del segle xviii, Caterina es va dedicar, a més de la construcció del complex arquitectònic que forma l'actual Hermitage, a augmentar la seva col·lecció de manera important. Va comprar totes les col·leccions en venda que va poder trobar. El 1769, va adquirir la col·lecció del comte Heinrich von Brülh, amb obres de Rubens i Rembrandt, i el 1772 va comprar la del baró Pierre Crozat, que incloïa obres de Rafael, Rubens i Van Dyck, entre d'altres. El 1779, va comprar la col·lecció de Robert Walpole, considerat com el primer Primer Ministre d'Anglaterra, que incloïa obres de Murillo, Rembrandt, Rubens i van Dyck. L'any 1781, adquireix la col·lecció del Comte Baudouin, que incloïa 119 obres d'artistes flamencs, holandesos i francesos, i el 1787, la col·lecció d'escultura de John Lyde-Brown, director del Banc d'Anglaterra, que contenia 300 escultures, entre les quals es trobaven diverses escultures romanes, una de grega i escultures renaixentistes. A més, Caterina es va interessar per les antiguitats, i va encarregar diverses obres perquè les hi portessin des de Roma. En una carta enviada per Caterina a Milchor Grimm, explicava que, a part de quadres d'autors com Rafael, la seva col·lecció contenia 38.000 llibres, més de 10.000 escultures i més de 10.000 dibuixos i gravats. Va ser en aquesta època quan es van comprar les majors col·leccions de la història del museu. Totes aquestes obres formaven la col·lecció privada de Caterina, però en cap cas es podia considerar un museu, ja que no estava oberta al públic. Va aconseguir la major col·lecció privada d'Europa.

### Seglexix

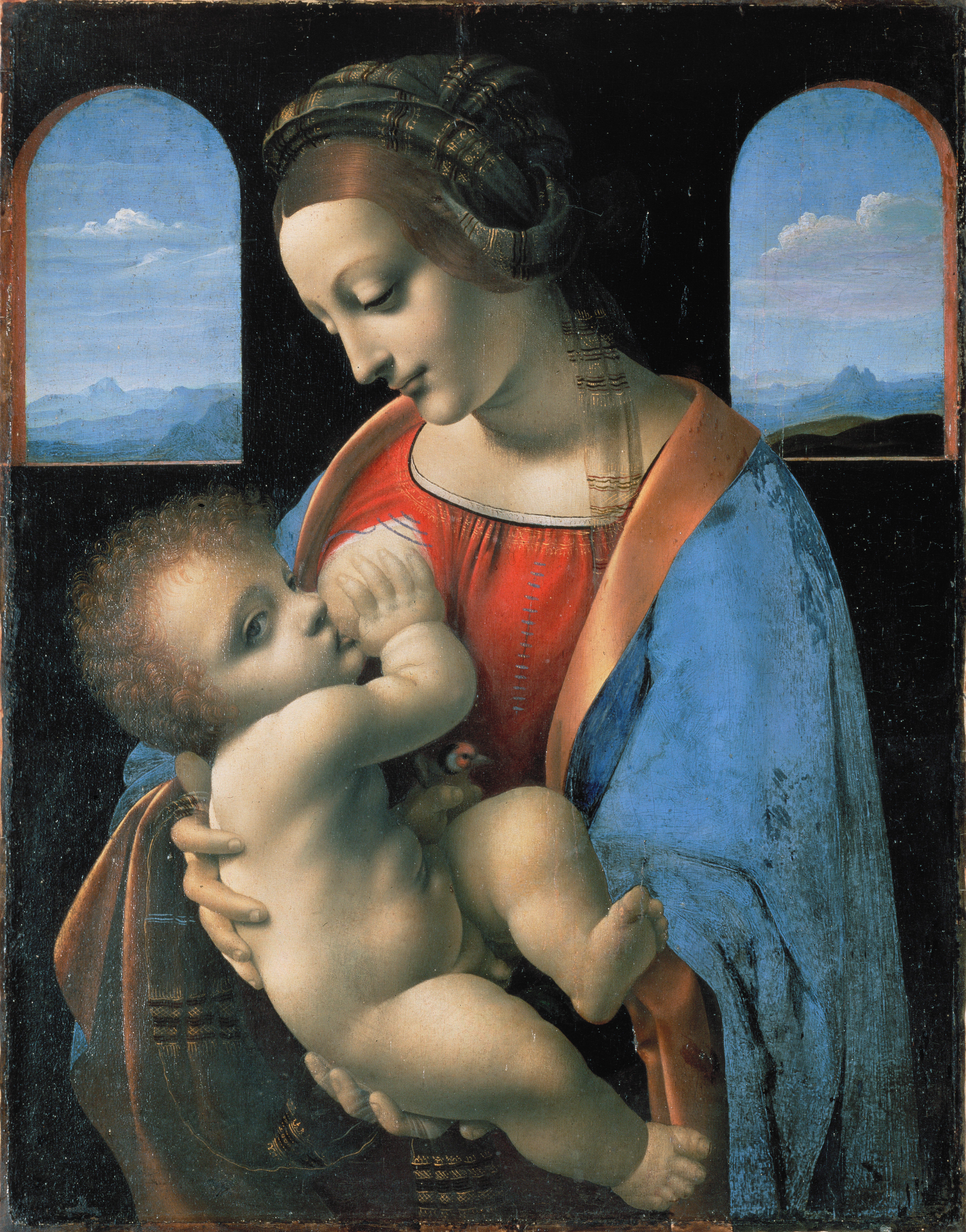
Madonna Litta, Leonardo.

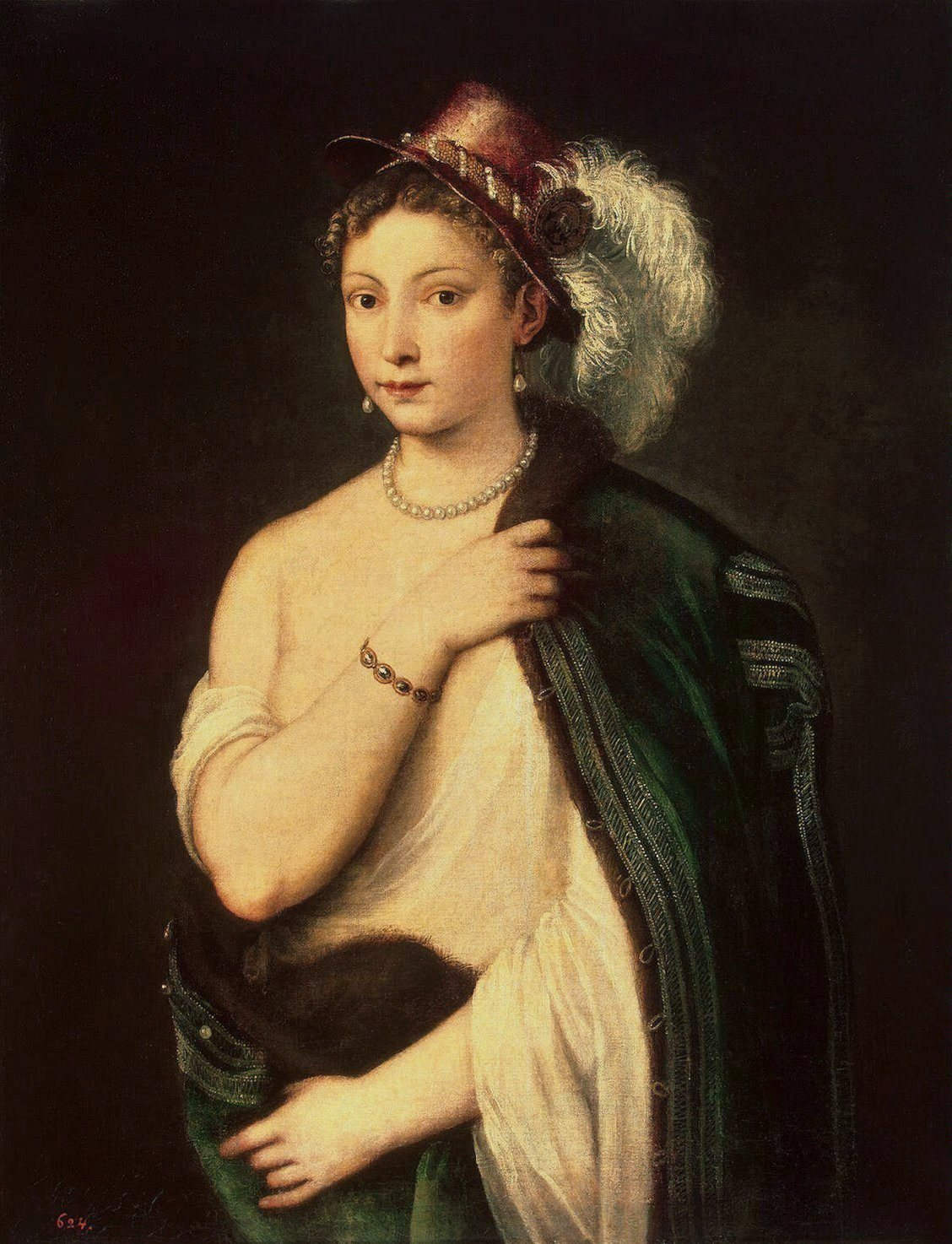
Jove amb barret, Tiziano.

El tsar Alexandre I de Rússia, quan va entrar amb les seves tropes el 1815 a París, va fer una de les majors compres per a la col·lecció de l'Hermitage, quan va adquirir la col·lecció privada de pintures i escultures de l'Emperadriu Josefina. A la mort de Josefina, Alexandre va comprar als hereus 38 quadres més, alguns de Rubens i Rembrandt, i quatre escultures d'Antonio Canova.
El 1837, va haver-hi un gran incendi al Palau d'Hivern que en va destrossar gran part dels interiors. Per a evitar que el foc s'estengués al petit Hermitage, van desmuntar totes les connexions entre els dos palaus.
Durant aquest segle, es van comprar diverses col·leccions importants. El 1850, es va adquirir la col·lecció del Palau de Cristòfor Barbarigo, on havia mort el pintor Tiziano. Aquesta col·lecció incloïa cinc quadres de Tiziano. El 1865, es va comprar el famós quadre de Leonardo da Vinci Madonna Litta, comprat al comte Litta juntament amb altres tres quadres per 100.000 francs. El 1870, l'Hermitage va comprar per 310.000 francs l'obra mestra de Rafael La verge i el nen, que el govern italià va intentar comprar per a evitar que sortís del país, però no va poder licitar a causa de l'elevat preu del quadre.
L'emperador Nicolau I de Rússia l'any 1852 va decidir convertir l'Hermitage en un museu imperial, quan va veure que a Europa començava a afermar-se el sistema de museus estatals. Va manar construir-hi una entrada per al públic i adaptar la decoració del museu perquè pogués ser obert al públic. Això va implicar la construcció de noves estades per a dipositar els objectes i quadres. La decoració i els interiors es mantenen intactes fins a l'actualitat. La inauguració va ser el 5 de febrer de 1852, amb el que s'obria el palau per a, sobretot, les classes altes.

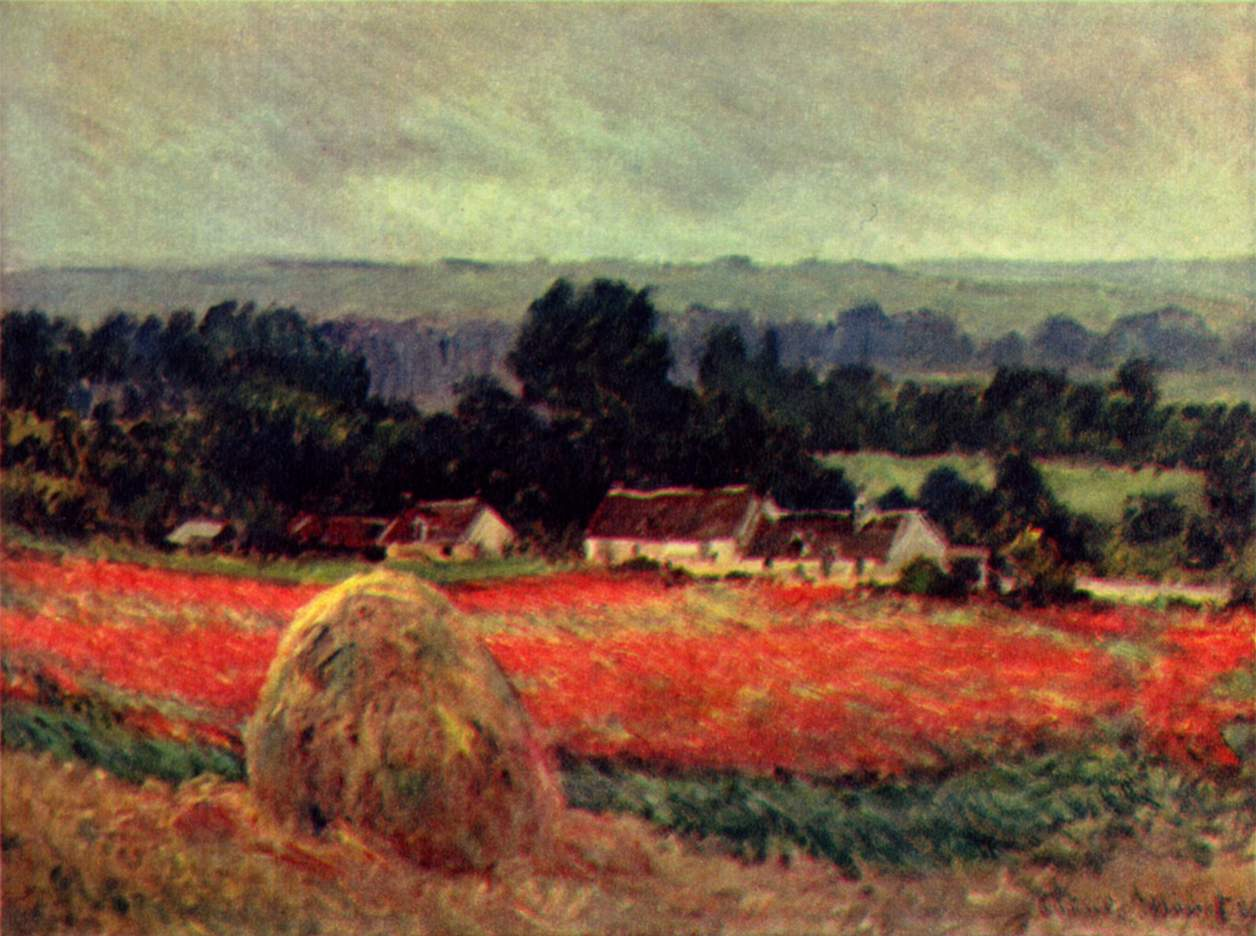
Monet.

Durant aquest segle, van augmentar els objectes arqueològics del museu. El 1861, l'Hermitage va comprar la col·lecció del marquès de Cavelli, Gianpietro Campana. Aquest arqueòleg afeccionat era el director del Banc Monte di Pietà de Roma, i va utilitzar fons del banc per a comprar antiguitats. Quan va ser sentenciat a vint anys de presó, l'estat va treure a subhasta tota la seva col·lecció, que es va repartir entre l'Hermitage i el Museu Napoleó III de París. La col·lecció incloïa més de 500 atuells grecs, 200 bronzes i escultures de marbre. El 1886, van adquirir la col·lecció d'Aleksandr Basilevski, que incloïa tota mena de peces medievals, d'ivori, esmalts, i tota mena d'objectes, que el museu va comprar per 6 milions de francs. A més, el 1885, es va traslladar la col·lecció Imperial d'armes al museu.

### Segle XX

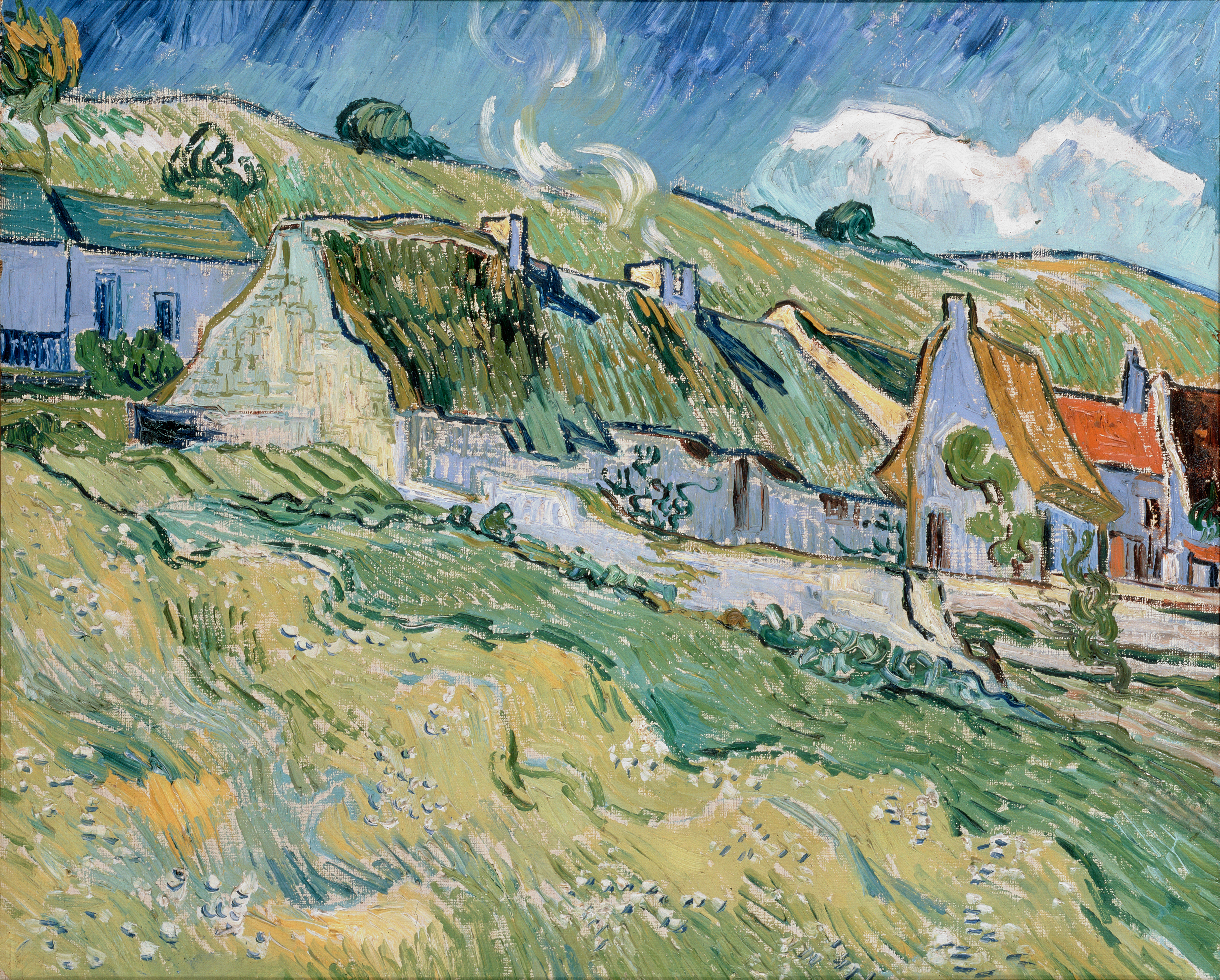
Van Gogh.

El 1904, el Palau d'Hivern deixa de ser una residència imperial. Durant la Primera Guerra Mundial, el museu va passar a ser un hospital, i les col·leccions, per a la seva seguretat, van ser traslladades a Moscou. No van tornar-hi fins al 1924. L'administració del museu i el personal que hi treballava van canviar molt des de 1917, després de la Revolució Russa, i a partir de llavors es va permetre als no aristòcrates treballar-hi.
Després d'un temps tancat al públic, al cap de poc va tornar a obrir-se. El director del museu, en previsió del que podia ocórrer en l'Assalt al Palau d'Hivern, va protegir les obres, que no van resultar danyades la nit del 25 d'octubre de 1917, quan van arrestar el Govern Provisional. Cinc dies després, es va declarar el Museu Hermitage Museu Estatal, i va ser, durant els cinc primers anys, la seva entrada gratuïta. A més, s'hi va crear un centre cultural. Es van començar a portar exposicions temporals d'altres llocs.

#### Després de la revolució de 1917

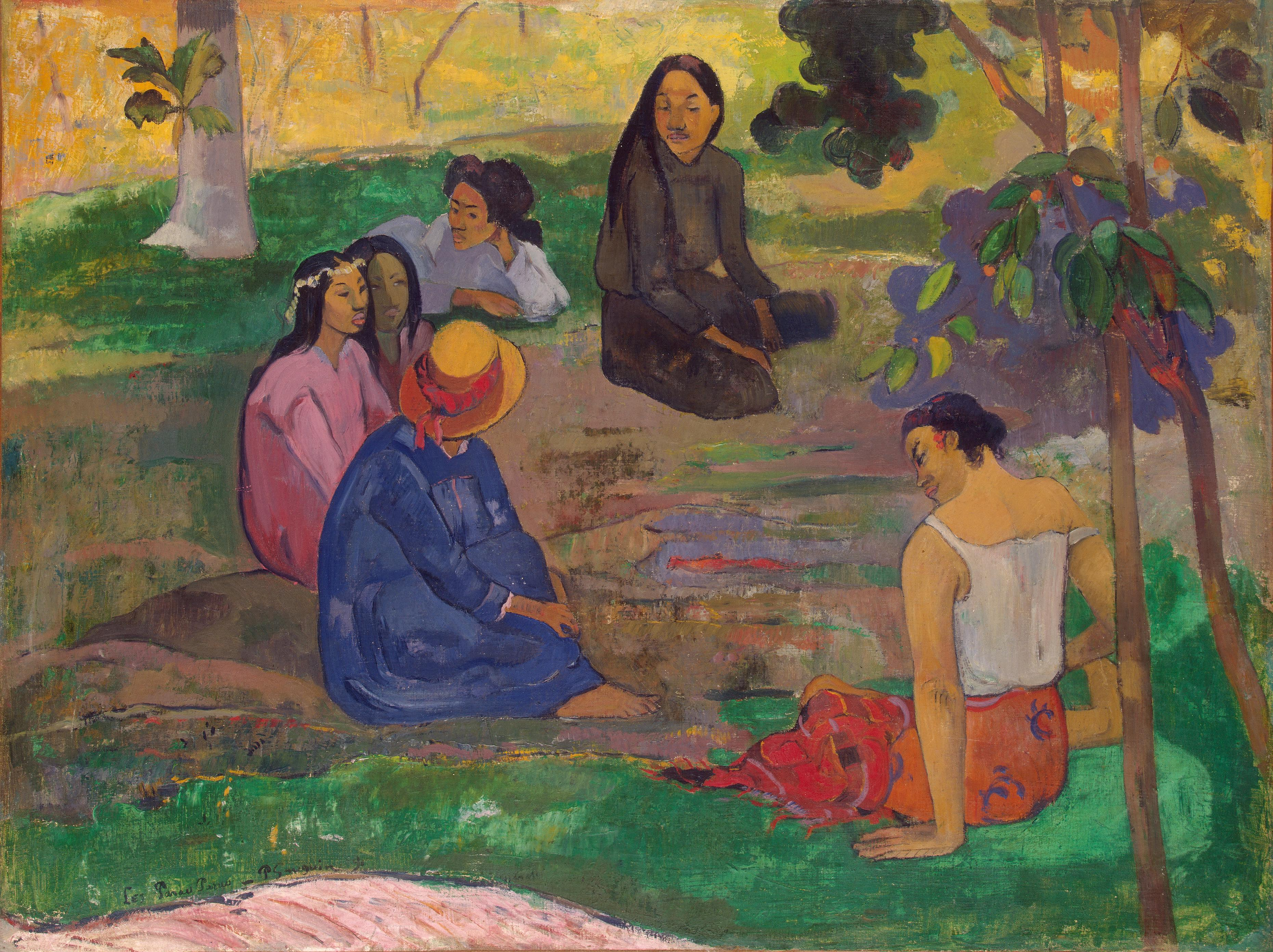
Parau, parau, Gauguin.

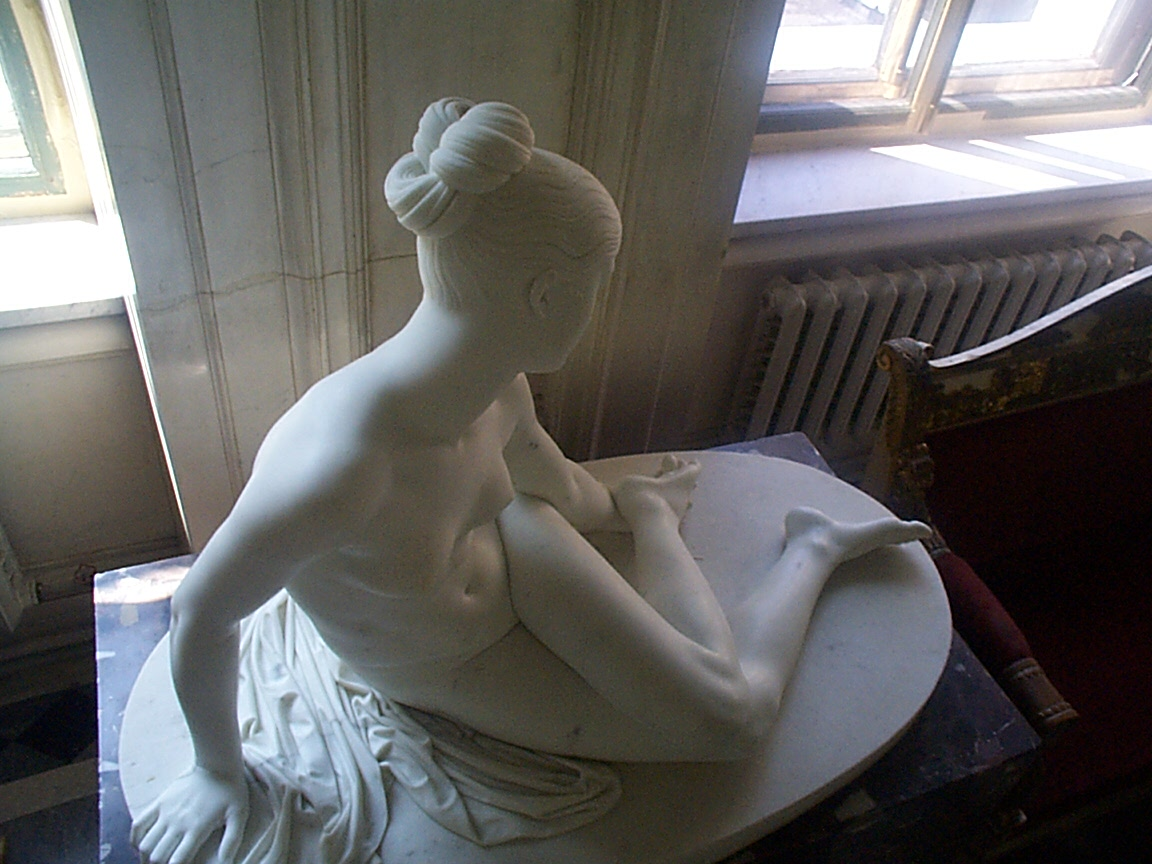
Nimfa, Bartolini.

Durant aquest segle, el museu va tenir importants pèrdues. Durant els anys 20, es van traslladar 500 obres al Museu Puixkin de Moscou, perquè l'art no estigués tan centralitzat a Sant Petersburg. En els anys 30, es van traslladar altres 70 obres. Entre els quadres que es van traslladar, hi havia obres de Rubens, Rembrandt o Tiziano; no obstant això, també va aconseguir importants béns. Durant aquestes mateixes dècades, es van començar a nacionalitzar tots els béns que es trobaven als palaus de l'aristocràcia russa, i la majoria d'aquests va anar a parar al museu, incloent-hi tot tipus d'obres d'art dels palaus imperials, restes de l'antic Egipte, documents, monedes, art de l'època romana d'Orient… Va ser en aquesta època quan, en augmentar-se considerablement el seu patrimoni, va passar de ser un museu d'art, a ser un museu d'art i cultura universal.
A mitjans dels anys 30, es van produir una sèrie de vendes de quadres a l'estranger, que van suposar una gran pèrdua per al museu. L'objectiu d'aquestes vendes, segons la postura oficial, era el finançament del mateix estat. Segons veus contràries, aquestes vendes no podien justificar-se des de cap punt de vista. Es van vendre més de 2.800 quadres, dels quals, hi havia 250 obres majors i 48 obres mestres. Moltes d'aquestes peces van anar a parar a la National Gallery de Washington.
Des de l'any 1932 fins al final de la Segona Guerra Mundial, van anar sortint obres menors del museu per a ser venudes o per a distribuir-se entre les diferents repúbliques soviètiques.

#### La Segona Guerra Mundial

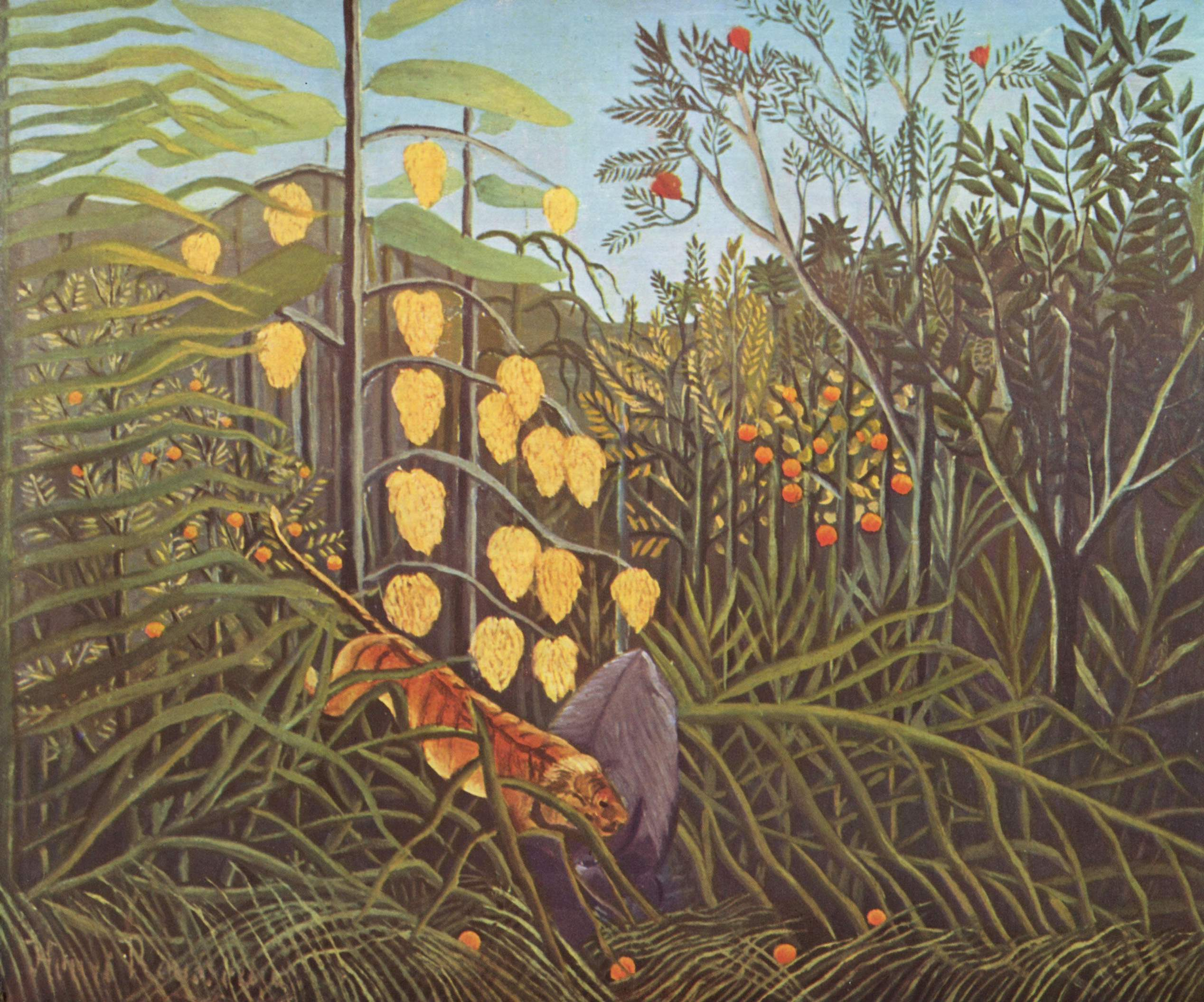
Combat de tigre i búfal, Rousseau.

Amb l'entrada de les tropes alemanyes a Rússia el 1941, van començar a evacuar les obres del museu. Va ser la major evacuació d'obres d'art des de la durant la Guerra Civil Espanyola al Museu del Prado. Milers de voluntaris es van dedicar a embalar més d'un milió d'obres, per a traslladar-les amb tren fins a Iekaterinburg, als Urals. Dos trens van poder arribar a destinació, però quan en preparaven el tercer, els alemanys van començar el setge a la ciutat que va durar 900 dies. Hi van morir centenars de milers de persones.
Mentrestant, els conservadors que s'hi van quedar es van dedicar a salvar i dur al museu tots els béns que trobaven en altres palaus, i a protegir el mateix museu del fred, de la neu i dels atacs aeris. A més, va servir de refugi contra les incursions aèries alemanyes, i fins a dotze mil persones van viure al soterrani del museu fins a les primeres evacuacions, el 1942. Les obres traslladades a Sverdlovsk van arribar bé i es va crear una nova secció del museu per mantenir els objectes i quadres. No es va danyar ni es va perdre absolutament res.

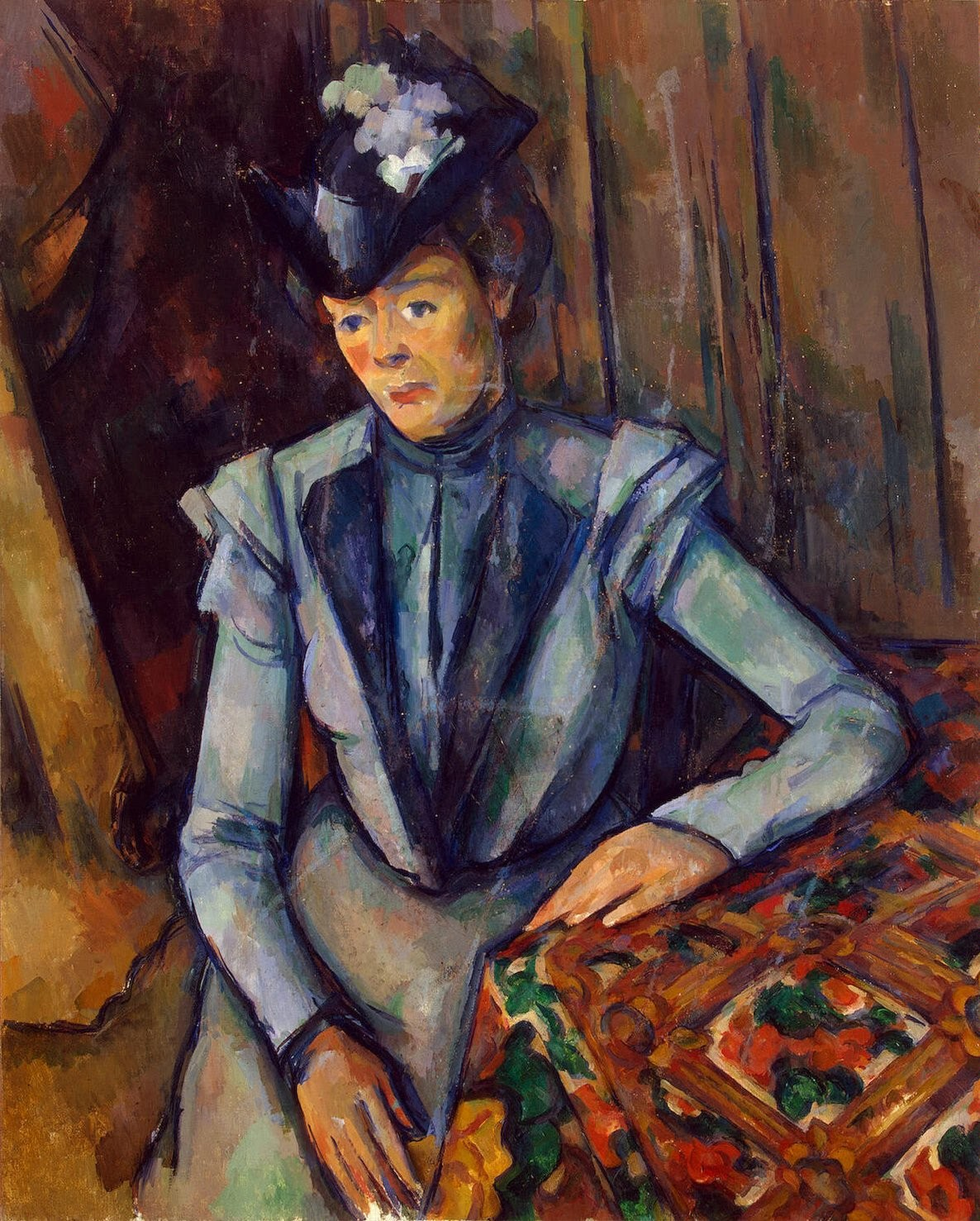
Retrat de Dama en blau, Cézanne.

Després de la Segona Guerra Mundial, el museu va tornar a obrir les portes al públic, amb les obres evacuades que van tornar al lloc d'origen. A més, el museu va haver de ser restaurat a causa de tots els danys que havia sofert durant el setge nazi, una operació que va durar uns quants anys.
El 1948, el Museu d'Art Contemporani Occidental de Moscou va donar 320 obres d'art del segle xix i xx, entre les quals hi havia obres de Renoir, Matisse, Picasso, Monet, Van Gogh o Gauguin. Quan l'Exèrcit Vermell va tornar de Berlín hi van dur nombroses obres robades, sobretot impressionistes i postimpressionistes de col·leccions privades. Un dels robatoris més importants va ser el de l'Altar de Zeus de Pèrgam, considerat com a botí de guerra, i que va estar exposat al museu fins al 1959.
El museu i l'exèrcit rus van rebre moltes crítiques per aquest robatori d'obres, però el govern rus va al·legar que van ser com una mínima compensació per la destrucció per part de l'exèrcit nazi d'obres russes d'incalculable valor, com els palaus de Peterhof i Tsarskoe Selo. A més, el govern rus ha prohibit per llei la devolució de les obres en cas que es demostri que els amos van finançar econòmicament el règim nazi.

### Actualitat

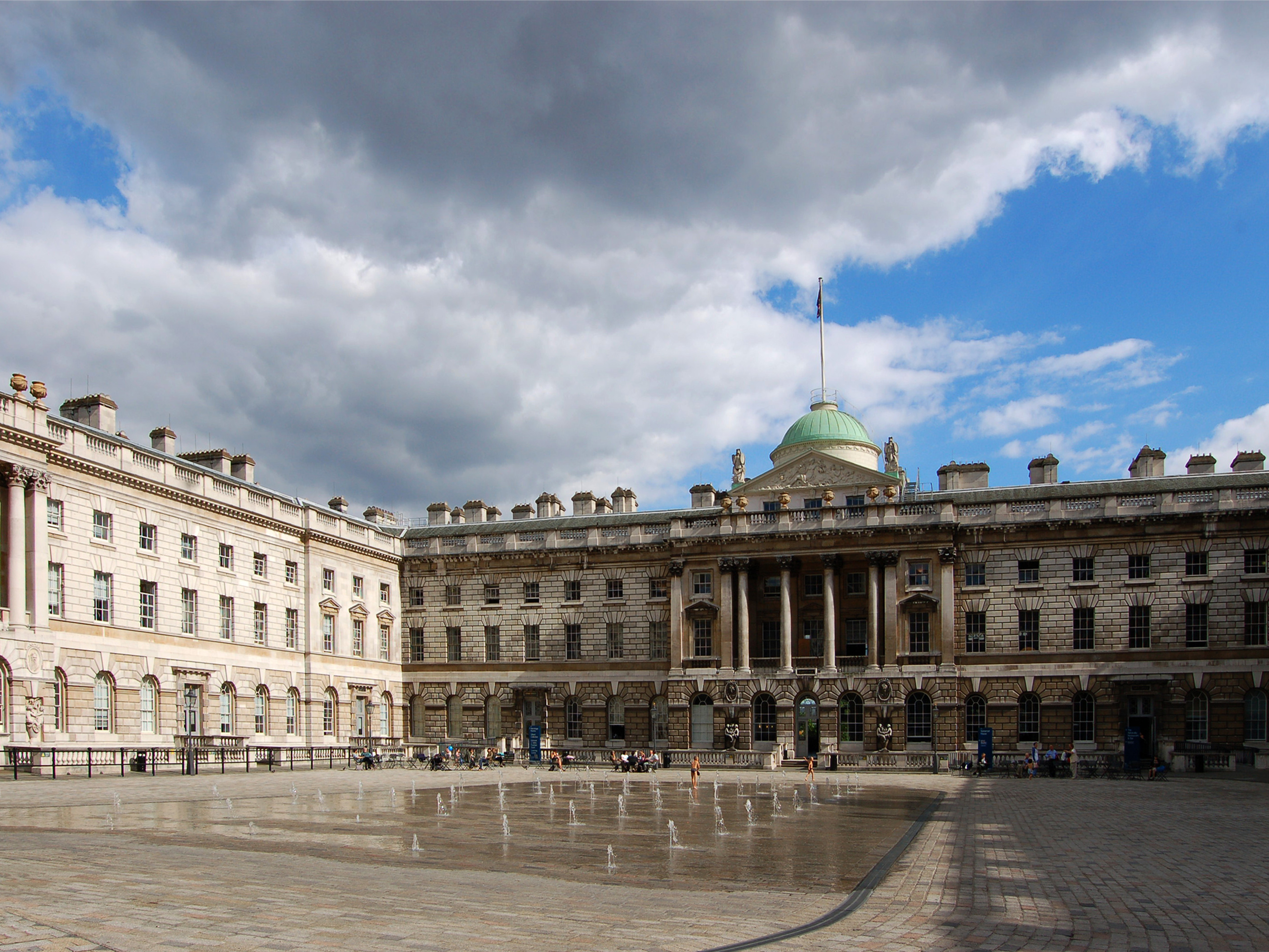
Somerset House, Londres.

El Museu de l'Hermitage expandeix contínuament, i en l'actualitat col·labora en diversos projectes a l'estranger, com els complexos d'exposicions del Guggenheim Hermitage Museum a Las Vegas als Estats Units, la recent inauguració del museu Hermitage Amsterdam, a Amsterdam als Països Baixos, o les sales de l'Hermitage a la Somerset House de Londres.
En 2020 el govern municipal de Barcelona encapçalat per Ada Colau va rebutjar la construcció d'una seu del museu a la ciutat.
A més, van realitzar el projecte cinematogràfic L'arca russa (Русский ковчег, 2002) d'Aleksandr Sokúrov, un viatge a l'interior del museu, a la seva història i contingut, rodada en una sola presa d'hora i mitja, sense talls. La pel·lícula va participar en el Festival de Canes de 2002.

## Complex arquitectònic

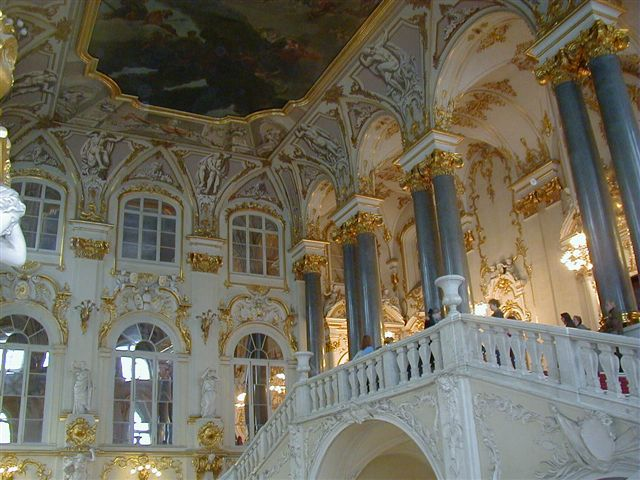
Interior del museu.

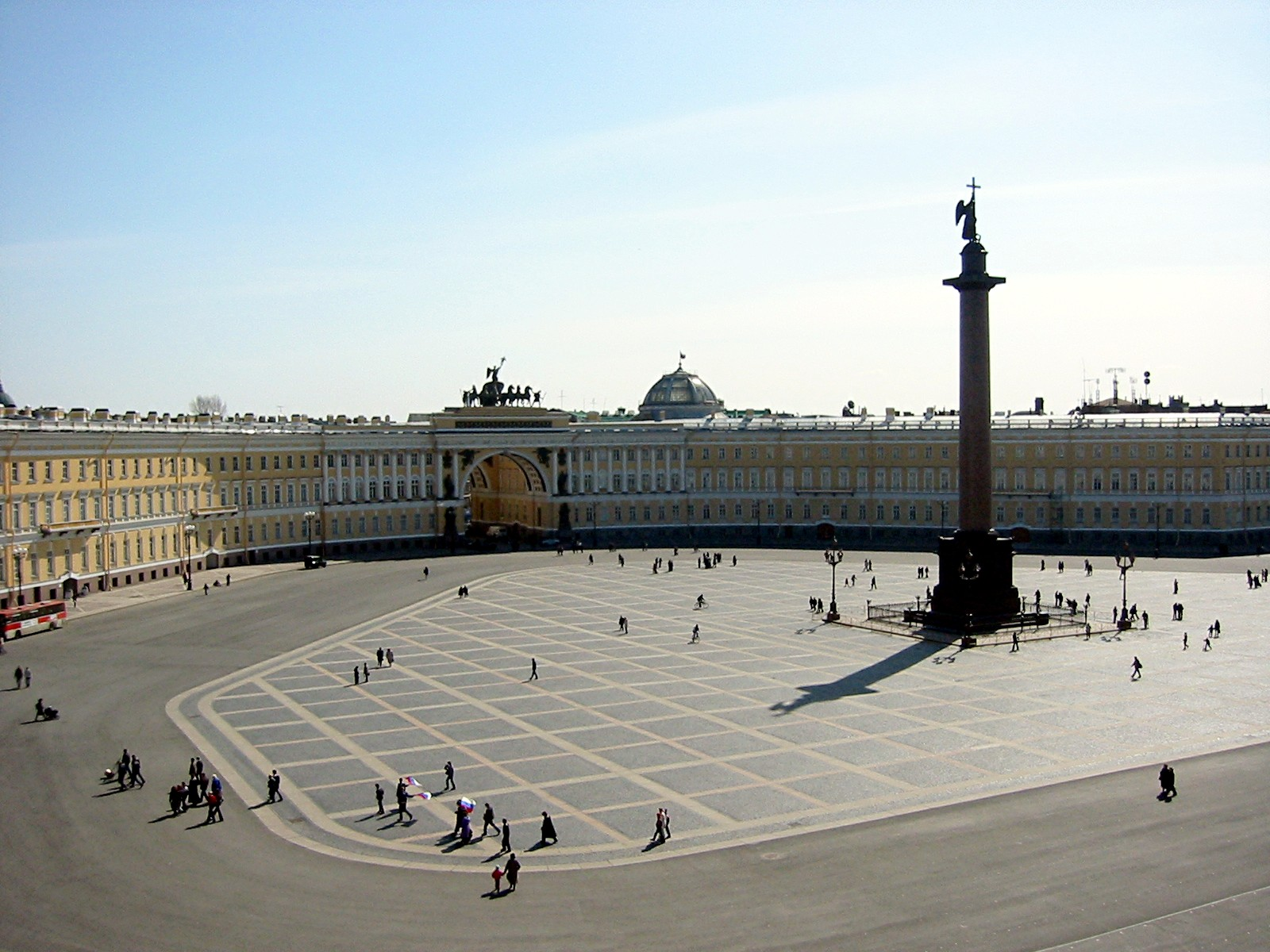
Edifici de l'Estat Major.

El Palau d'Hivern (Зимний дворец) és el principal edifici del museu. Fou construït entre els anys 1754 i 1762 per ordre de l'Emperadriu Elizabeth I segons un pla de l'arquitecte italià Francesco Bartolomeo Rastrelli ( 1700 -1771). L'obra es va acabar després de la mort d'Elizabeth. Va ser la residència oficial dels tsars de Rússia fins que va caure la monarquia a la Revolució Russa, l'any 1917, i a l'interior van succeir alguns dels esdeveniments més importants de la història de Rússia. Caterina II va manar construir a l'arquitecte Vallin de la Mothe un petit palau, situat al costat del Palau d'Hivern, que va anomenar petit Hermitage (Малый Эрмитаж), i que entre altres coses, tenia uns jardins penjants. Aquesta secció del museu va ser construïda entre els anys 1765 i 1769. Conté dues sales d'exposicions laterals, i serveix d'enllaç entre el Palau d'Hivern i la resta de palaus que formen el museu.
Aviat el palau es va omplir d'objectes, de manera que Caterina va ordenar als arquitectes Velten i Quarenghi la construcció d'un altre edifici, conegut posteriorment com el Gran Hermitage (Старый Эрмитаж), construït entre els anys 1771 i 1787. Aquesta part del museu està connectada amb la resta d'edificis amb un arc que sorteja un dels canals que desemboquen al riu Nevà, el canal d'Hivern.
El Teatre de l'Hermitage (Эрмитажный театр) va ser ordenat construir per Caterina la Gran entre els anys 1783 i 1787 segons un pla de l'arquitecte Giacomo Quarenghi. És a l'altre costat del canal d'Hivern. En l'actualitat, s'hi continuen representant obres teatrals.
El Nou Hermitage (Новый Эрмитаж) va ser el primer edifici construït a Rússia específicament per a contenir art. Va ser construït entre els anys 1842 i 1841 per l'arquitecte alemany Leo von Klenze. Conté l'entrada principal del museu. Es troba a continuació de la resta d'edificis, a l'altre costat del canal.
El Palau Menshikov (Меншиковский дворец) va ser la residència del governador de Sant Petersburg i amic del tsar Alexandre I de Rússia. Data de l'any 1710, i va ser dissenyar per l'arquitecte Giovanni Mario Fontana. Es va acabar de construir el 1721. Va ser considerat el palau més luxós de tota la ciutat.
L'Edifici de l'Estat Major (Здание Главного штаба) va ser construït entre els anys 1820 i 1827. Cap a la meitat d'aquest palau, hi ha un arc que té damunt una escultura en bronze d'un carro guiat per sis cavalls, que dona pas a la plaça del Palau. L'ala oriental del museu va ser al principi el Ministeri d'Afers exteriors i el Ministeri d'Economia, encara que ara pertanyen al museu.

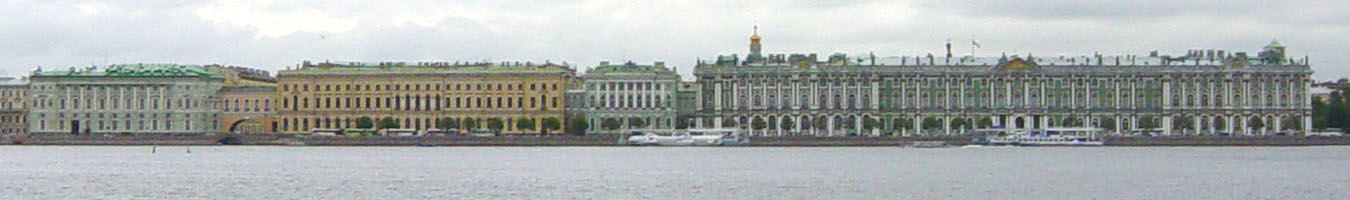
El complex arquitectònic de l'Ermitage a la riba del riu Neva, d'esquerra a dreta el teatre Ermitage, l'arc sobre el canal d'Hivern, el Gran Ermitage, el Petit Ermitage i el Palau d'Hivern.

## Col·lecció
La col·lecció del museu abasta molts temes diferents. Va des d'art prehistòric, fins a numismàtica, mobles, armes, quadres i escultures de totes les èpoques. A l'interior alberga una de les majors pinacoteques del món. Una altra secció important és la dedicada a l'art occidental.

### Art prehistòric
El museu conté molts dels objectes prehistòrics trobats a Rússia, i en són les venus prehistòriques algunes de les més importants, trobades en diversos jaciments de Sibèria, encara que també té tot tipus d'indústria lítica paleolítica. A més, conté diversos petroglifs i figures neolítiques de jaciments russos, fermalls, destrals i desenes d'objectes de l'edat del bronze, procedents de les cultures calcolítiques del Caucas. Dins d'aquest últim grup, tenen especial importància els objectes oposats al túmul de Maikop, l'aixovar del qual és un dels més rics i importants del Calcolític mitjà de la cultura dels Kurgans.
Conté figuretes d'or, atuells de coure i bronze, fermalls, a més de tota mena d'objectes de ceràmica i fang de tot la Mediterrània i d'excavacions portades a terme a Ucraïna i als Balcans. La col·lecció d'objectes de la cultura escita és una de les més importants del món. Té desenes de milers d'objectes prehistòrics, que abasten des del Paleolític inferior fins al segon o primer mil·lenni aC; conté gran part dels objectes trobats en jaciments russos i en països de l'antiga Unió Soviètica.

### Antiga Grècia i Roma
Conté 106.000 objectes de Grècia i Roma, i de les excavacions arqueològiques que van tenir lloc durant els segles xix i xx al litoral de la mar Negra, on es trobaven les ciutats de Ninfea, Panticapea, Quersonesos i Teodòsia. Van des del segle xv aC fins al segle iv. La col·lecció té, entre altres coses, 15.000 atuells grecs i romans, sarcòfags, joies d'or, gemmes tallades, i més de 200 busts de marbre d'època romana.

### Pintura occidental

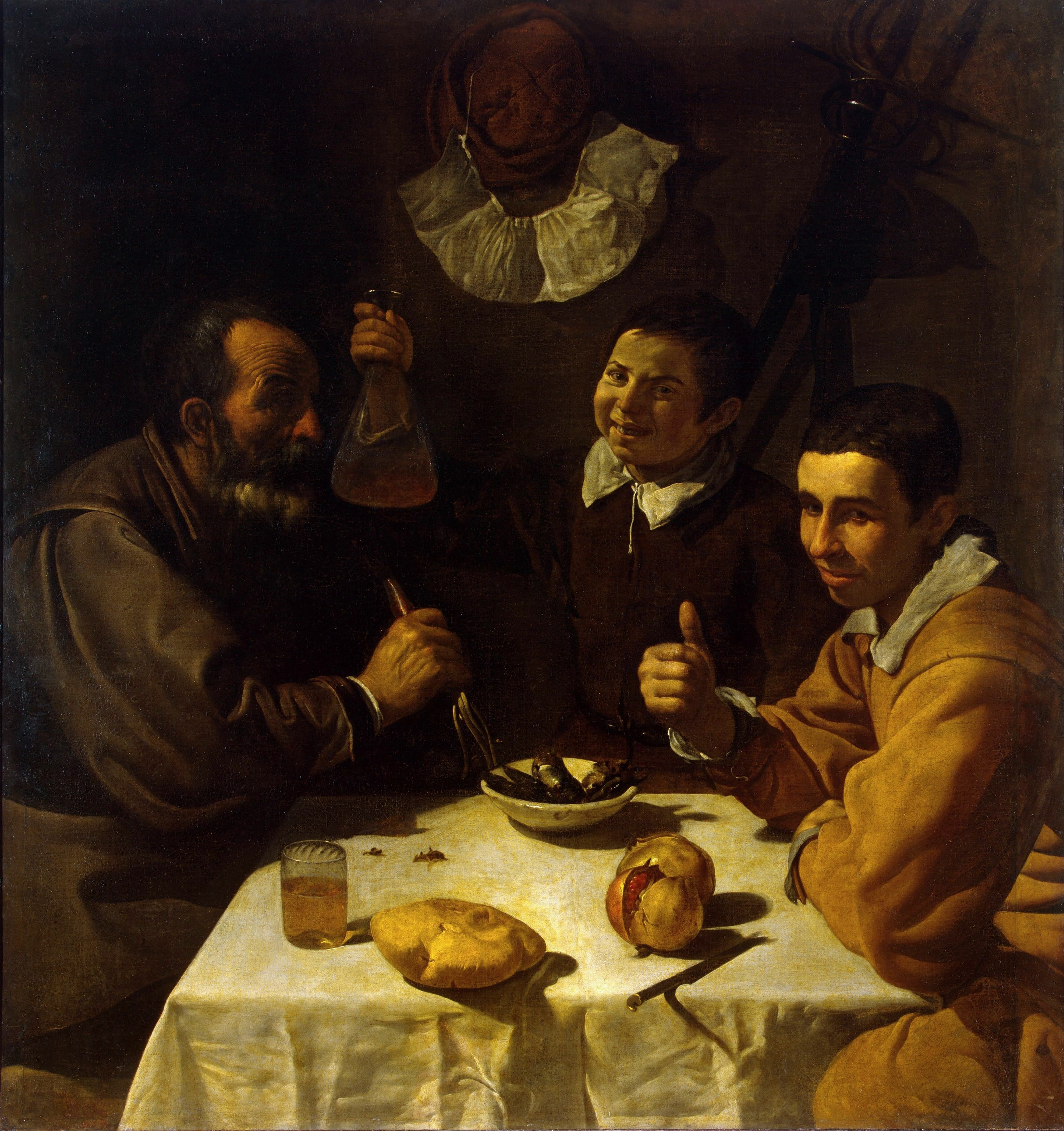
L'esmorzar, Diego Velázquez.

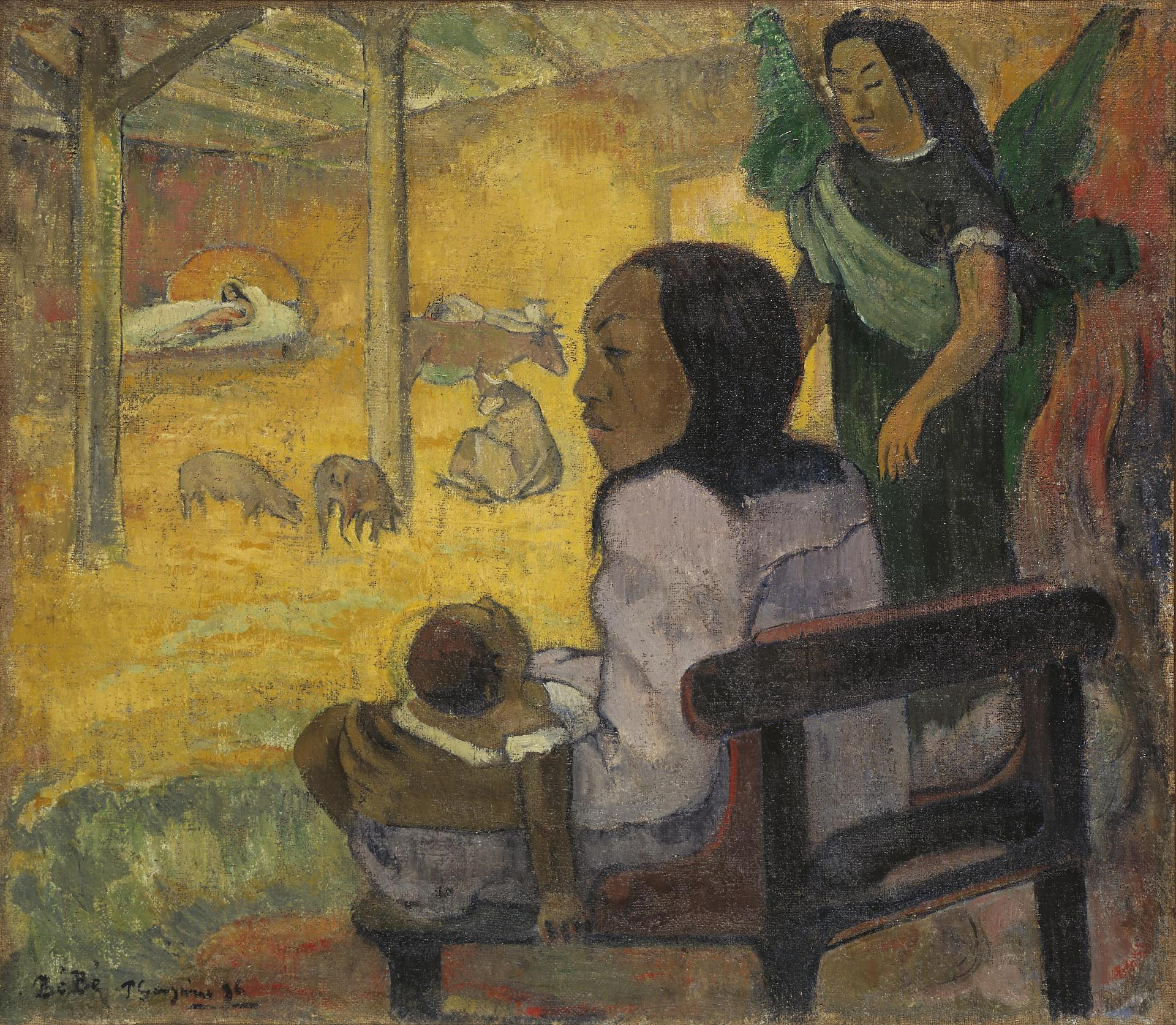
Bé bé, Gauguin.

És una de les majors col·leccions de pintura del món. Conté pintura Italiana des del segle xiii al xix, obres de Tiziano, Da Vinci, Rafael, i Miquel Àngel.
Algunes de les obres més importants són La Madonna Benois i la Madonna Litta, de Leonardo da Vinci, la Verge amb nen o La Sagrada família, de Rafael, moltes obres de l'època tardana de Tiziano, la Judith de Giorgione, La verge i el nen, de Fra Angelico i obres de Caravaggio, Canaletto, Tintoretto, Vincenzo Petrocelli, Paolo Veronese i Giovanni Battista Tiepolo.
Conté, a més, obres de pintors espanyols, una de les col·leccions més importants fora d'Espanya, com el Greco, Zurbarán, José de Ribera o Murillo. A més, conté L'esmorzar i Retrat del comte d'Olivares de Diego Velázquez o el Retrat d'Antonia Zate, de Goya.
Té, també, més de 500 obres de pintura flamenca, entre les quals es troben 30 quadres de Rubens i obres d'Anthony van Dyck o Frans Snyders. També conté 25 obres de Rembrandt i d'altres pintors holandesos, com Jacob Ruysdael, Frans Hals, Jan Steen o Pieter Hendricksz de Hooch. Té una gran col·lecció de pintura alemanya, de pintors com Lucas Cranach, Ambrosius Holbein o Anton Raphael Mengs.
També disposa d'una col·lecció de 450 quadres de pintura anglesa, i és bastant rar que s'exhibeixi pintura anglesa fora dels museus britànics. Conté, a més, una important col·lecció de pintura francesa d'entre els segles XV i XVIII, la segona major del món després de la del Museu del Louvre de París, amb autors com Claude Lorrain, Nicolas Poussin o Antoine Watteau. Té una col·lecció de pintura impressionista i expressionista, sobretot francesa i alemanya, de més de 1.000 obres. S'hi inclouen 7 obres de Monet, 6 de Renoir, 2 de Camille Pissarro i diversos dibuixos de Degas. Té desenes d'obres majors de Cézanne, Paul Gauguin i van Gogh, 32 quadres de Matisse i 31 de Picasso. A més, té una molt important col·lecció de quadres dels simbolistes francesos, i molts quadres de les escoles alemanyes de Múnic, Berlín i Düsseldorf, així com de pintors russos, entre els quals sobresurt Kandinski.

### Escultura occidental

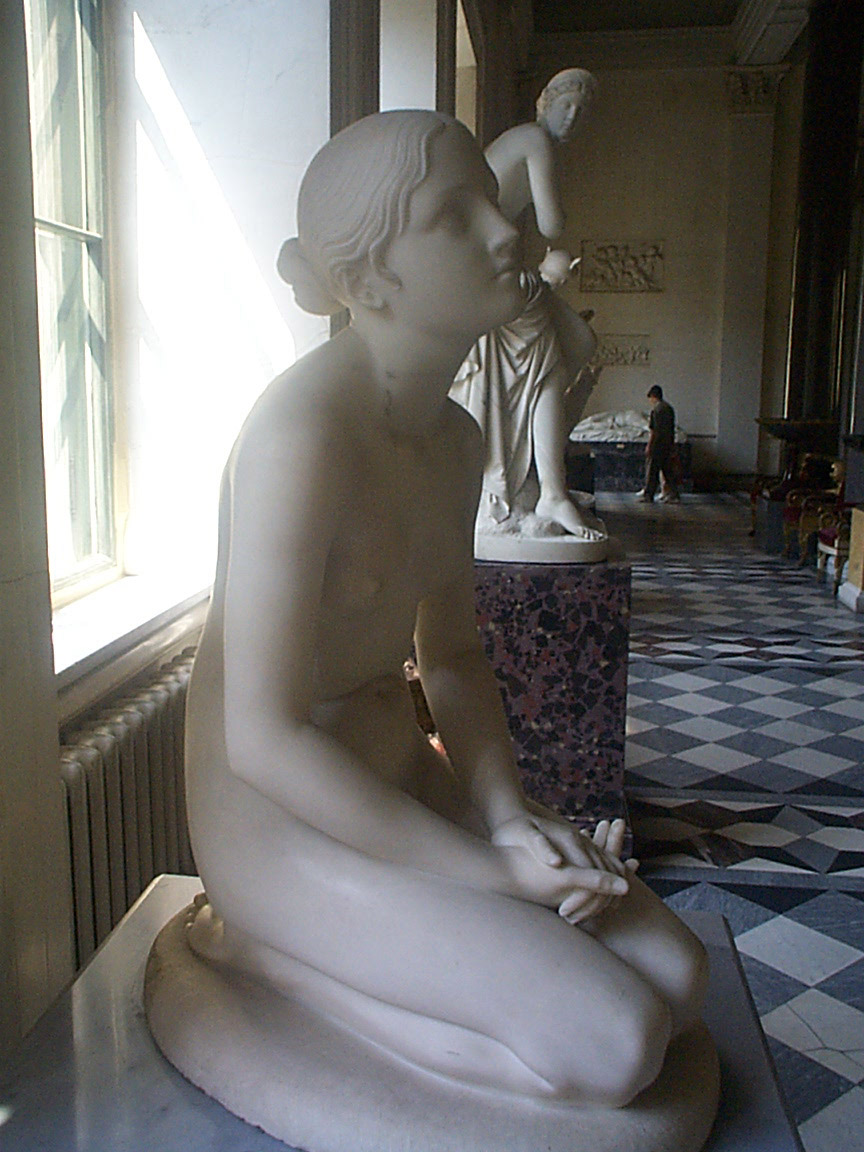
Lorenzo Bartolini.

La col·lecció d'escultura és una de les més importants d'Europa. Inclou obres d'escultura italiana, entre la qual destaquen 15 obres d'Antonio Canova, entre les quals es troben Cupido i Psique, Magdalena penitent o Hebe, i dels seus successors, com Bartolini.
No té escultures de Bernini, però sí diversos dels seus motlles i models que li van servir per a esculpir unes de les seves grans escultures. A més, disposa de l'única escultura de Miquel Àngel a Rússia, Nen ajupit, que era destinada al principi al panteó dels Medici. També conté escultures d'altres autors renaixentistes i dels segles xviii i xix, igual que escultures d'autors francesos, com Eugene Falconet, Antoine Houdon, Francois Girardon. A més, hi ha cinc escultures de Rodin. Té set escultures de Matisse, de les setanta que va fer en tota la seva vida. Té també una important col·lecció d'escultures renaixentistes alemanyes.

### Art oriental
El museu té més de 190.000 objectes provinents d'Orient, d'Egipte, Mesopotàmia, Xina, Iran, Índia o Turquia. Els objectes són molt variats. Té una extensa col·lecció de petroglifs i tauletes mesopotàmiques, des del tercer mil·lenni aC. Té objectes de totes les èpoques de l'antic Egipte, com deixants, escultures, atuells, papirs, relleus o joies. Conté 120.000 objectes de l'Imperi Romà d'Orient, la segona major col·lecció del món, que inclou tot tipus d'iconografia, monedes, mosaics, atuells, díptics i tríptics. Disposa d'una col·lecció d'objectes de l'Imperi Sassànida, a l'Iran, amb gran quantitat de vaixelles completes de plata, monedes i pedres precioses que es van trobar enfilades en anells. En total, més de 1.000 objectes.
A més, conté una gran quantitat d'obres d'art islàmic d'entre els segles vii i xix, provinent d'estats com Egipte, Síria, Turquia o Iran. Per exemple, té 700 peces de bronze, 500 de ceràmica i 450 pintures de l'Iran; ceràmica, cristalleries i objectes de bronze i plata d'Egipte; plats de plata i objectes de cristall de Síria; i catifes i sedes i velluts o vaixelles de Turquia.
De l'Índia, té una col·lecció d'escultures des del segle ii al xii, pintures, objectes de bronze i d'ivori, i diferents teles, sobretot de seda. Té objectes procedents de la Xina que abasten des del segon mil·lenni aC fins al segle xix de la nostra era, i inclouen unes 5.000 peces, entre porcellana, pintures, treballs en pedres semiprecioses, plata, fusta o teles. A més, hi ha 8.000 peces del Japó, sobretot diferents esmalts, escultures, porcellana, vestits i teles, i més de 1.000 netsukes. A més, la col·lecció de joieria oriental conté més de 3.000 objectes, entre els quals es troben tota mena de joies d'or o plata, amb incrustacions de pedres precioses, com diamants, maragdes o robins. La col·lecció de joies índies del segle xvii és única en el món.

### Cultura russa
La col·lecció de peces de cultura russa inclouen més de 350.000 objectes, des del segle x al xx. Hi ha tota mena d'objectes. Hi ha imagineria i objectes religiosos de totes les èpoques, com creus, relicaris, calzes, o llibres. També hi ha una gran col·lecció de pintures medievals i ceràmica d'aquesta època. Quadres, escultures, més de 300 vestits, objectes d'adorn, llibres o mapes que van pertànyer a Pere I de Rússia. També s'hi troben objectes personals, quadres, escultures, porcellanes, vaixelles, mobles, vestits, joies i un llarg etcètera de l'època del regnat d'Anna Ivanovna i Elizabeth Petrovna. També hi ha una enorme quantitat de quadres, escultures, vaixelles, mobles, porcellanes, joies i vestits de l'època de Caterina II de Rússia. S'hi poden trobar tot tipus d'objectes i obres d'art des de l'època d'Alexandre I fins al final de l'època dels tsars, amb Nicolau II.

### Arts decoratives
Hi ha tot tipus d'art mobiliari al museu. Des d'objectes en metall, joieria, cristalleries, mobles, porcellana, tapissos o vaixelles. Té reliquiaris, poms de portes o encensers de metall, amb més de 20.000 peces, procedents sobretot de la família reial russa i de l'aristocràcia de Sant Petersburg. La majoria en són manufactures franceses, angleses i alemanyes, però també hi ha peces espanyoles, italianes o sueques. Hi inclou una col·lecció de peces d'Art déco.
Dins dels mobles, es troben més de 1.000 peces realitzades a Itàlia, França i Alemanya; sobretot, destaquen els vestidors, armaris, butaques, trons o baguls, d'èpoques que varien entre els segles xv al xix; molts en són originals del Palau d'Hivern, i uns altres van ser-ne requisats dels palaus de la ciutat. Conté el museu, a més, una col·lecció de tapissos que abasten 5 segles, des del xv fins al xx. A més, té una col·lecció de més de 6.000 vestits, sobretot vestits eclesiàstics, i més de 1.500 puntes. La col·lecció de joies és bastant extensa, i s'hi inclouen collarets i arracades, ampolletes de perfum, rellotges, diademes, polseres, anells i bastants objectes d'Art nouveau.

### Arsenal
S'inclouen 15.000 peces d'armes i armadures d'Europa Occidental i de Rússia, des de l'edat mitjana fins al segle xx. La col·lecció d'armes i armadures russes prové de la col·lecció personal de l'emperador Nicolau I de Rússia. Les d'Europa Occidental venen d'estats com Espanya, França, Alemanya o el Regne Unit. També té una extensa col·lecció d'armes orientals, provinents de l'Iran, Índia o Turquia. Entre les armes, se'n poden trobar de foc, espases, llances, escuts i ganivets.

### Numismàtica
És la major col·lecció del museu, i una de les col·leccions més importants del món. Les monedes abasten totes les èpoques, des de l'antiguitat fins al segle xx i de molt diverses zones geogràfiques. Conté una col·lecció de 64.000 monedes gregues, d'un total de 120.000 de l'antiguitat, incloent-hi Roma o Egipte. Té 360.000 monedes d'Europa Occidental, sobretot dels segles xvii i xviii, 220.000 d'Orient Mitjà i Extrem Orient, i 300.000 de russes. A més, té una col·lecció d'insígnies i medalles de més de 80.000 objectes i 2.000 segells.

## Directors del museu
- Florian Antónovich Gilles
- Stepan Alexandrovich Gedeonov (1863-78)
- Aleksandr Alexeyevich Vasilchikov (1879-88)
- Sergei Nikitich Trubetskoi (1888-99)
- Ivan Alexandrovich Vsevolozhsky (1899-1909)
- Dmitry Ivanovich Tolstoi (1909-18)
- Boris Vasilievich Legran (1931-1934)
- Iosif Abgarovich Orbeli (1934-1951)
- Mikhail Artamonov (1951-1964)
- Boris Borisovich Piotrovsky (1964-1990)
- Mikhail Borisovich Piotrovsky (1990-avui)